# Herbert Zwahr
Herbert Zwahr (* 6. Januar 1922) ist ein ehemaliger Fußballspieler aus der DDR.

## Sportlicher Werdegang
Zwahr spielte bis 1952 für die BSG Stahlwerk Riesa. Anschließend wechselte er in die Oberliga zur BSG Empor Lauter. Für Empor Lauter absolvierte er 55 Oberligaspiele und erzielte dabei 14 Tore.
Als im November 1954 die Spieler von Empor Lauter zum neu gegründeten SC Empor Rostock delegiert wurden, ging Zwahr als einer von zwölf Empor Spielern vom Erzgebirge mit an die Ostseeküste und folgte dem Versprechen in Rostock doppeltes Gehalt, eine schöne neue Wohnung in der City, einem Garten an der Küste und Ferienplätze am Meer zu erhalten. Er stand unter Empor-Trainer Oswald Pfau am 14. November 1954 beim erstes Oberliga-Punktspiel der Rostocker gegen Chemie Karl-Marx-Stadt (0:0) im Ostseestadion in der Startaufstellung. Zwahr stand auch in der 3. Runde im FDGB-Pokal gegen Empor Wurzen (4:1) auf dem Platz und war somit am ersten Pflichtspielsieg des neuen Clubs aus dem Bezirk Rostock beteiligt. Nachdem Empor in der Oberliga bis einschließlich des 15. Spieltags kein einziges Punktspiel gewinnen konnte und lediglich ein Unentschieden einfuhr, somit in der Tabelle vom ersten auf den zwölften Platz abfiel und sich in Abstiegsgefahr begab (Zwahr bestritt bis dorthin fünf von sieben Oberliga-Punktspiele für Rostock), folgte am 16. Spieltag der Oberliga-Saison 1954/55 gegen die BSG Motor Zwickau (3:0) der erste Oberliga-Sieg in der noch jungen Vereinshistorie, den er mit seinem 1:0 einleitete und mit seinem 3:0 den Endstand der Partie besiegelte. Wenige Tage vor diesem Sieg stellte sich das Oberliga-Kollektiv auf Anregung der Gesellschaft für Deutsch-Sowjetische Freundschaft (DSF) im Haus der Freundschaft der Kritik Rostocker Werktätiger, die Gründe für die Sieglosserie seit der Gründung des Clubs erfahren wollten.
Für Empor Rostock spielte Zwahr bis 1956, absolvierte insgesamt 27 Oberligapartien und erzielte dabei vier Treffer. Zusätzlich kam er auf zwei Partien im FDGB-Pokal. Im Finale des FDGB-Pokals 1955 gegen den SC Wismut Karl-Marx-Stadt wurde er zur zweiten Halbzeit eingewechselt und erzielte in der 46. Spielminute den 1:1-Ausgleichstreffer. Am Ende verlor er mit Empor das Finale 2:3 nach Verlängerung.
Bis 1957 war Zwahr Übungsleiter bei der BSG Einheit Rostock und stieg mit der Mannschaft in die DDR-Liga auf. Im Anschluss gehörte er zum Trainerkollektiv des SC Empor Rostock.